# Suwon Gymnasium
Suwon Gymnasium (koreanska: 수원실내체육관, Hanja: 水原室內體育館) är en inomhusarena i Suwon, Gyeonggi (Sydkorea) som byggdes inför Olympiska sommarspelen 1988 i Seoul. Den stod klar 1984, och under OS 1988 stod den värd för handbollsturneringen. Idag är den en del av Suwon Sports Complex, där även Suwon Civic Stadium och Suwon Baseball Stadium ingår. Suwon Gymnasium har plats för 5 145 åskådare, och är hemmaarena för Suwon Hyundai E&C Hillstate och Suwon KEPCO Vixtorm som båda är volleybollklubbar i sydkoreanska V-League.